# Степлтон, Салливан
Са́лливан Сте́плтон (англ. Sullivan Stapleton; род. 14 июня 1977, Мельбурн, Австралия) — австралийский актёр. Известность получил благодаря одной из ведущих ролей в криминальной драме «По волчьим законам» (2010) и главной роли греческого полководца Фемистокла в эпическом историческом фильме «300 спартанцев: Расцвет империи» (2014).
Также снимался в остросюжетном телесериале «Ответный удар».

## Фильмография
| Год       |   | Русское название                | Оригинальное название  | Роль                      |
| --------- | - | ------------------------------- | ---------------------- | ------------------------- |
| 1996      | ф | Ривер Стрит                     | River Street           | Крис                      |
| 1998      | ф | Эми                             | Amy                    | Вэйн Ласситер             |
| 2003      | ф | Темнота наступает               | Darkness Falls         | офицер Мэтт Генри         |
| 2007      | ф | Декабрьские мальчики            | December Boys          | Бесстрашный               |
| 2007      | ф | Приговорённые                   | The Condemned          | специальный агент Уилкинс |
| 2010      | ф | По волчьим законам              | Animal Kingdom         | Крэйг Коди                |
| 2011      | ф | Охотник                         | The Hunter             | Дуг                       |
| 2011—2015 | с | Ответный удар                   | Strike Back            | Дэмиен Скотт              |
| 2013      | ф | Охотники на гангстеров          | Gangster Squad         | Джек Уэйлен               |
| 2014      | ф | Раненый змей                    | Cut Snake              | Помми / Ромми             |
| 2014      | ф | 300 спартанцев: Расцвет империи | 300: Rise of an Empire | Фемистокл                 |
| 2015—2020 | с | Слепая зона                     | Blindspot              | агент Курт Веллер         |
| 2017      | ф | Безбашенные                     | Renegades              | Мэтт Барнс                |
| 2019      | ф | В погоне за ветром              | Ride Like a Girl       | Даррен Вейр               |
| 2020      | ф | Жаркое Рождество                | A Sunburnt Christmas   | Динго                     |